# Marmorosphax taom
Marmorosphax taom — вид сцинкоподібних ящірок родини сцинкових (Scincidae). Ендемік Нової Каледонії. 

## Поширення і екологія
Marmorosphax taom мешкають на вершинах гірських масивів Таом і Тібагі на крайньому північному заході Нової Каледонії. Вони живуть в гірських тропічних лісах та у високогірних чагарникових заростях макі, серед густої рослинності і скель. Зустрічаються на висоті від 900 до 1100 м над рівнем моря. Ведуть наземний, напівриючий спосіб життя.

## Збереження
МСОП класифікує цей вид як такий, що перебуває під загрозою зникнення. Marmorosphax kaala загрожує знищення природного середовища та хижацтво з боку інтродукованих щурів, кішок і свиней.